# Blume
|  | Dieser Artikel wurde aufgrund von formalen oder inhaltlichen Mängeln in der Qualitätssicherung Biologie zur Verbesserung eingetragen. Dies geschieht, um die Qualität der Biologie-Artikel auf ein akzeptables Niveau zu bringen. Bitte hilf mit, diesen Artikel zu verbessern! Artikel, die nicht signifikant verbessert werden, können gegebenenfalls gelöscht werden. Lies dazu auch die näheren Informationen in den Mindestanforderungen an Biologie-Artikel. |

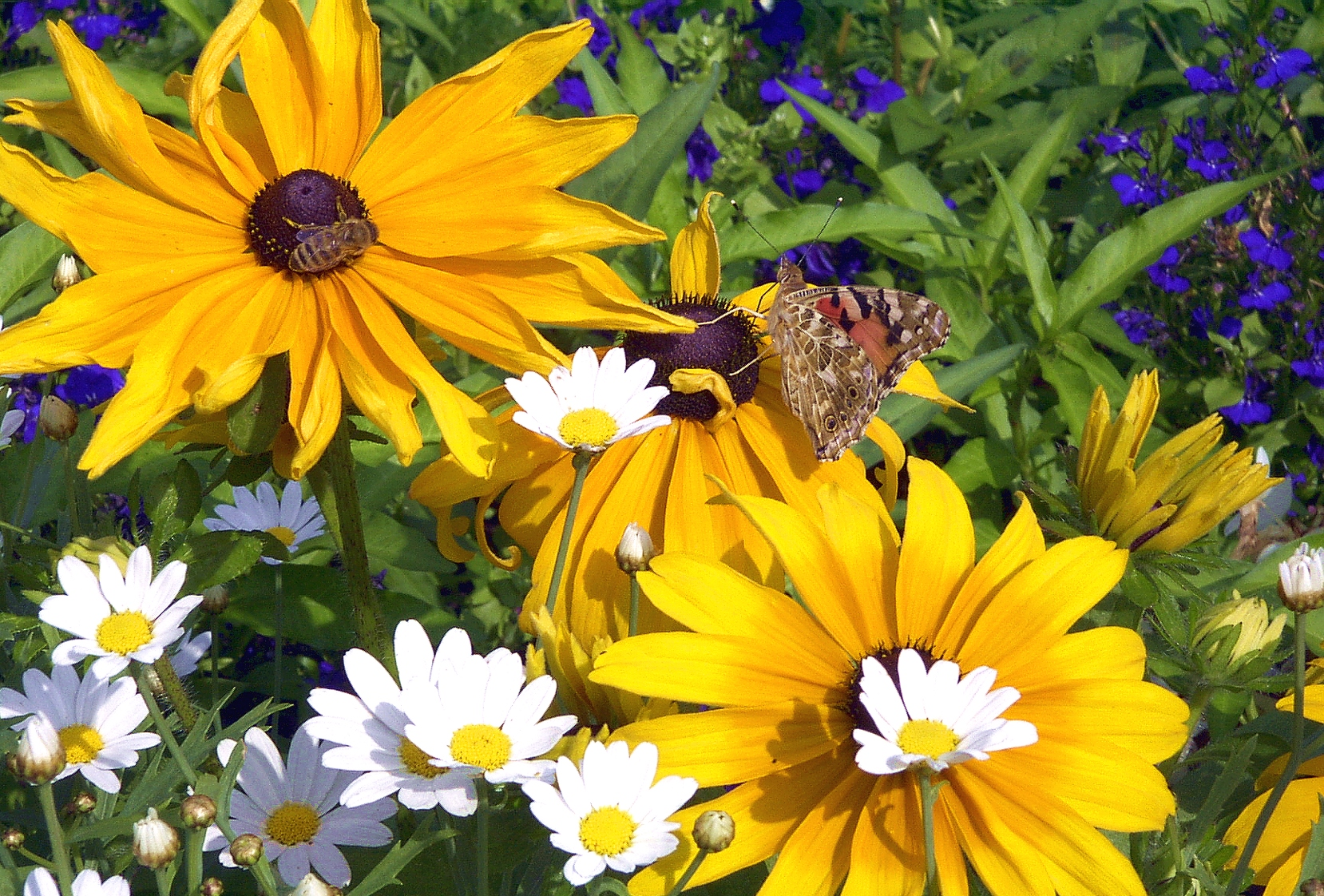
Blumen mit Schmetterling und Biene

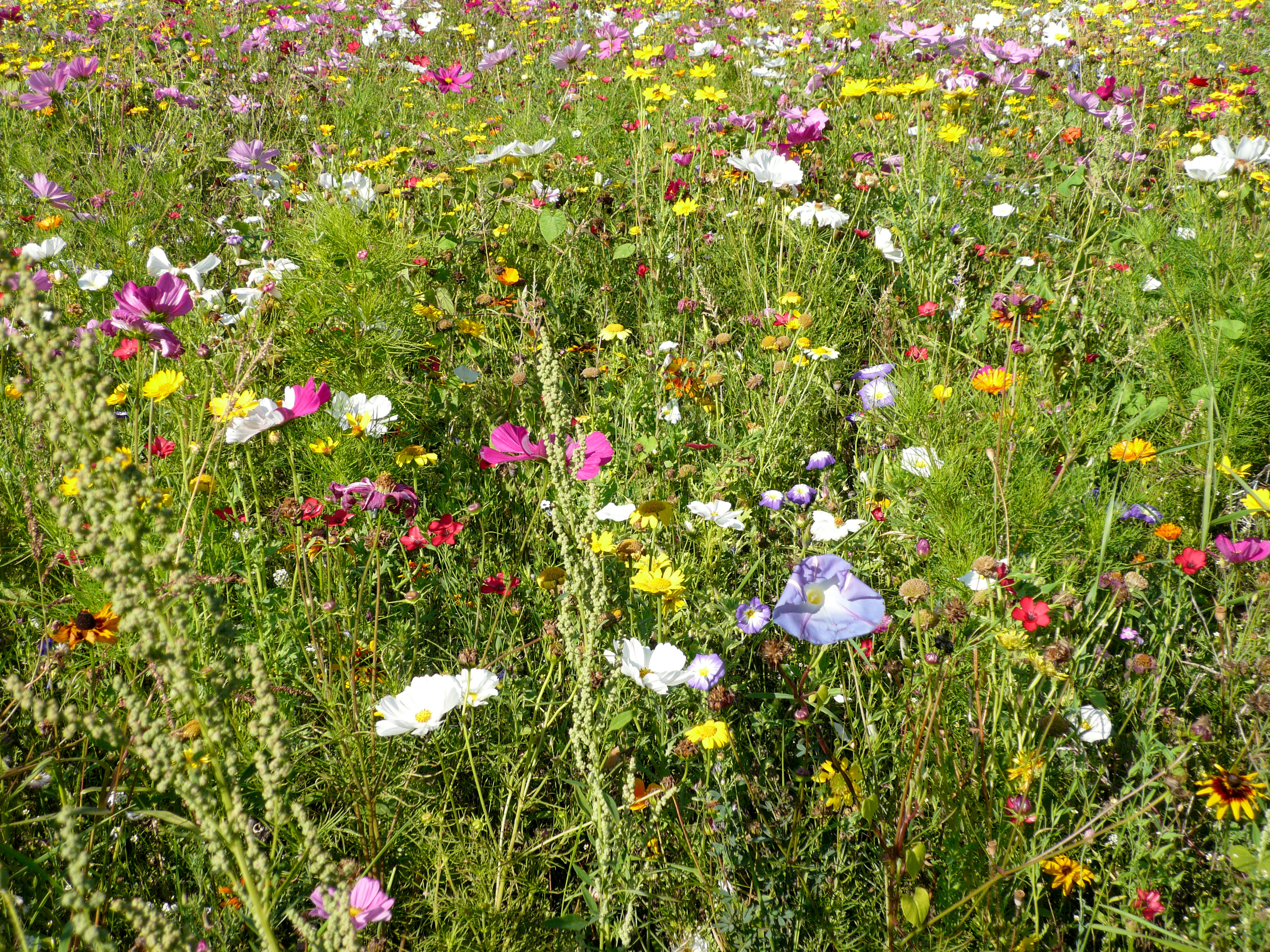
Eine Blumenwiese

Eine Blume (von althochdeutsch bluoma, von indogermanisch bhlô, „blühen, zum Vorschein kommen“) bezeichnet entweder eine Pflanze, die größere, ins Auge fallende Blüten hervorbringt, oder eine „einzelne Blüte einer Blume mit Stiel“. In der Umgangssprache wird der Ausdruck auch als Kurzform für den Blumenstock benutzt. Eine Blume dient oft als Schmuck, z. B. als Schnittblume in einem Blumenstrauß, als Blumenkranz oder Blumengebinde. In der bildenden Kunst sind Blumen als florales Motiv ein häufig dargestelltes Sujet.
In der Botanik ist der Begriff Blume dagegen klar definiert und wird insbesondere vom Begriff Blüte getrennt. Während die Blume (als Einzelblüte oder Blütenstand) über ihre Funktion bei der Bestäubung definiert ist, ist eine Blüte (als gestauchter Spross mit metamorphosierten Blättern) ein durch die Morphologie eindeutig definierter Begriff.

## Definition in der Botanik und Abgrenzung zur Blüte

Schematische Darstellung einer Blüte mit perigyner Blütenhülle (= „mittelständiger“ Fruchtknoten):
1. Blütenboden (Receptakulum)
2. Kelchblätter (Sepalen)
3. Kronblätter (Petalen)
4. Staubblätter (Stamina)
5. Stempel (Pistill)

Eine Blume ist die bestäubungsbiologische Einheit der Blütenpflanzen. Es ist ihre Aufgabe, Bestäuber anzulocken, oder sie bildet eine technisch-funktionelle Einheit. Blume ist also ein ökologisch-funktional definierter Begriff. So werden von Tieren bestäubte Blumen nach ihren Bestäubern eingeteilt, etwa die Vogelblumen oder die Käferblumen.
Eine Blüte wird als Spross begrenzten Wachstums im Dienste der sexuellen Vermehrung definiert. Ihr Aufbau ist klar gegliedert in Blütenhülle, Staubblätter und Fruchtblätter. Tulpen- oder Rosenblüten sind hierfür gute Beispiele. Dabei müssen sie keineswegs auffällig gebaut oder gefärbt sein; auch Gräser besitzen Blüten.

## Zusammenhang zwischen Blüte und Blume
- Eine Blüte kann mehrere Blumen beinhalten, so bei den Irisarten. Hier ist jede der drei Seiten eine Anlockungseinheit (Meranthium) für die Bestäuber.
- Eine Blüte kann genau eine Blume sein (Euanthium), so bei Orchideen, Primeln oder Mohn.
- Eine Blume kann aus mehreren Blüten zusammengesetzt sein (Pseudanthium), zum Beispiel die Körbchen bei Korbblütlern wie der Sonnenblume. Hier fungieren alle Blüten zusammen als Anlockungseinheit und dienen als Landeplatz für die Bestäuber.
- Neben den Blüten können auch Hochblätter zum Aufbau der Blume herangezogen werden, so bei den Cyathien der Wolfsmilchgewächse oder den Kesselfallen der Aronstabgewächse. Bei letzteren werden die Bestäuber innerhalb des Hochblatts gefangen gehalten, um die Bestäubung sicherzustellen.

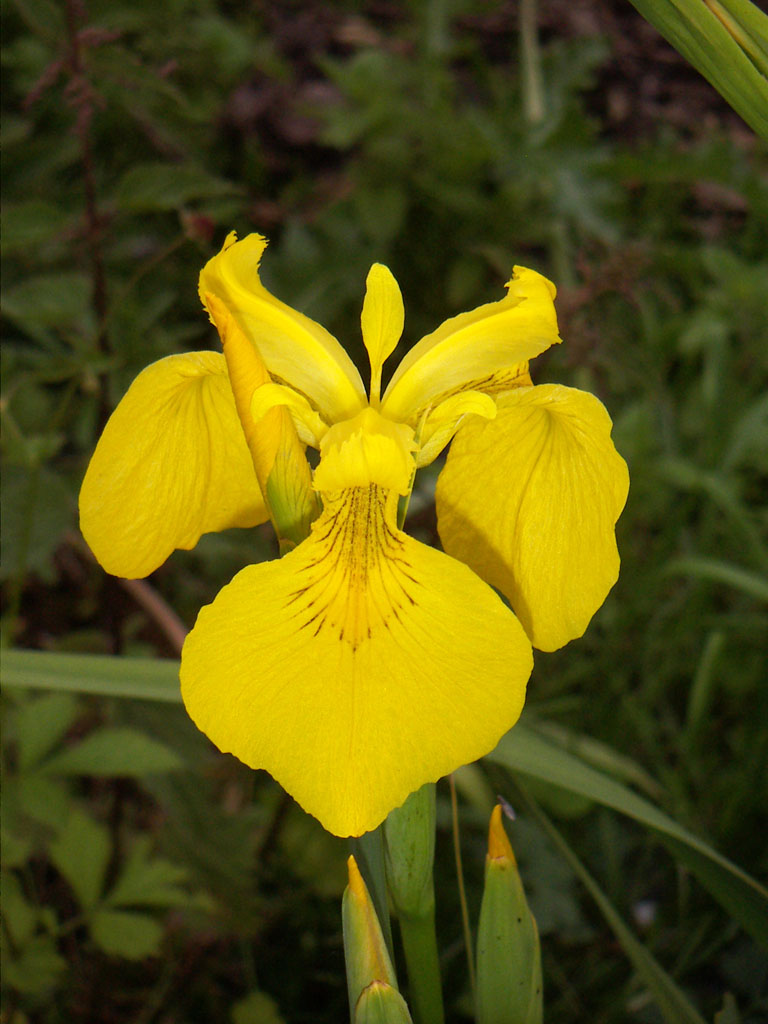
Drei Blumen in einer Blüte bei der Sumpf-Schwertlilie
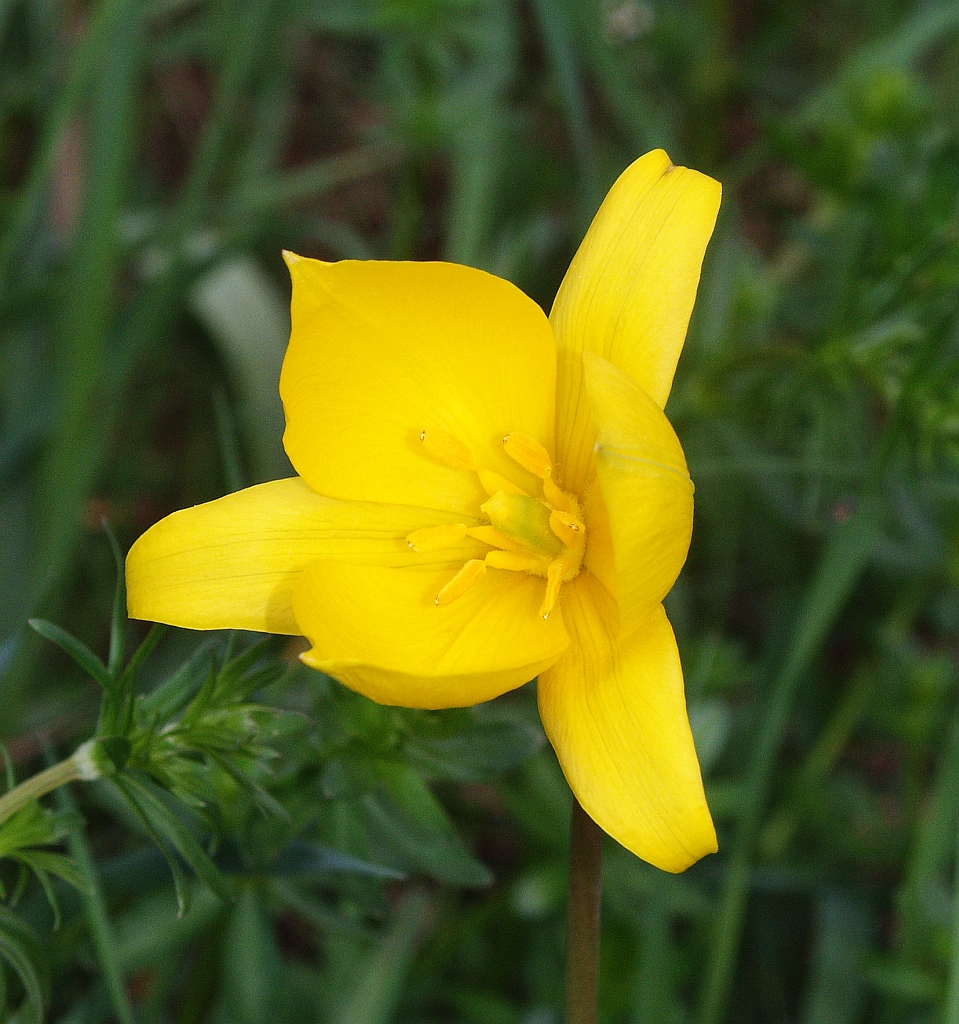
Die Blüte, zugleich eine Blume, der Wilden Tulpe
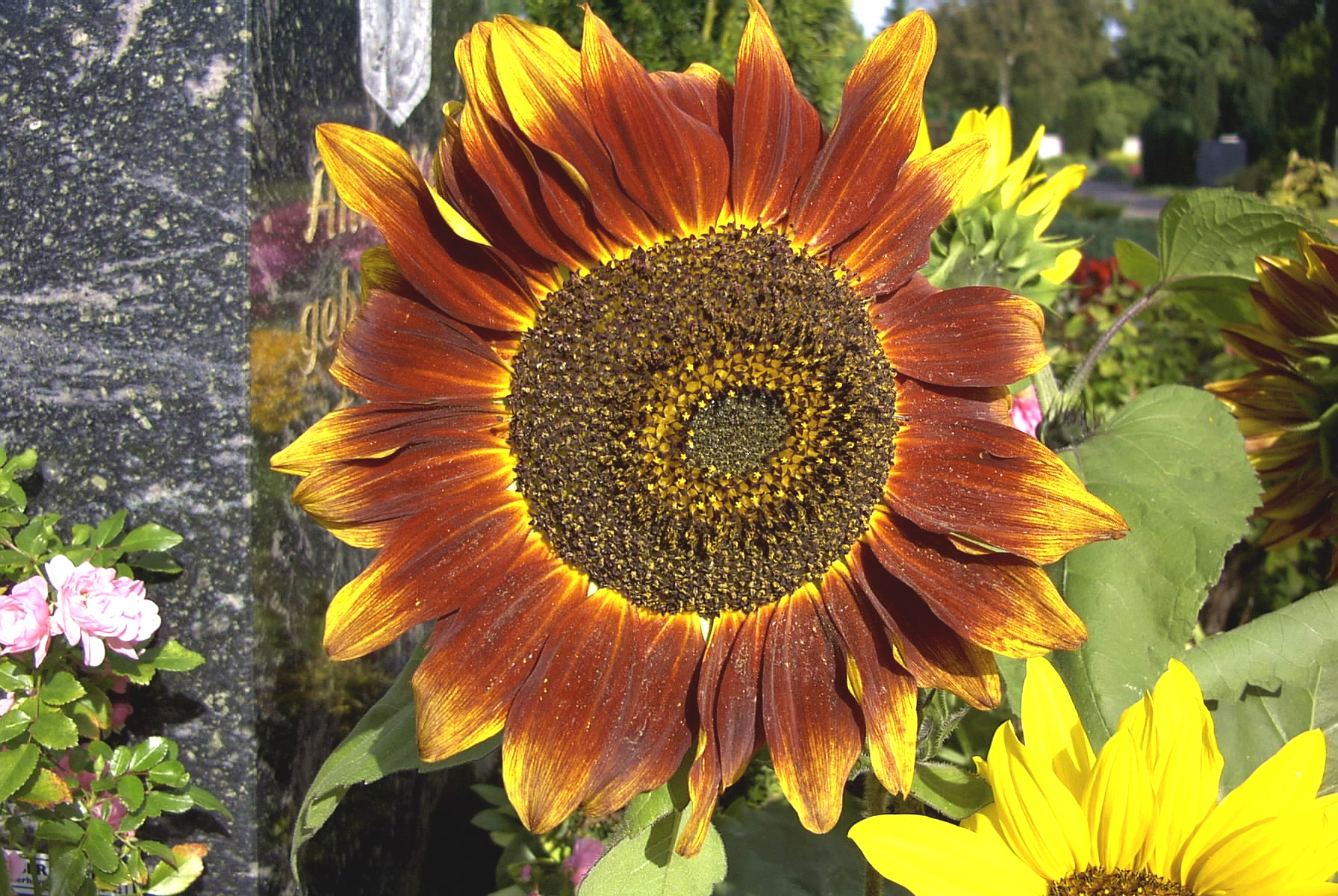
Eine Blume aus vielen Blüten bei der Sonnenblume
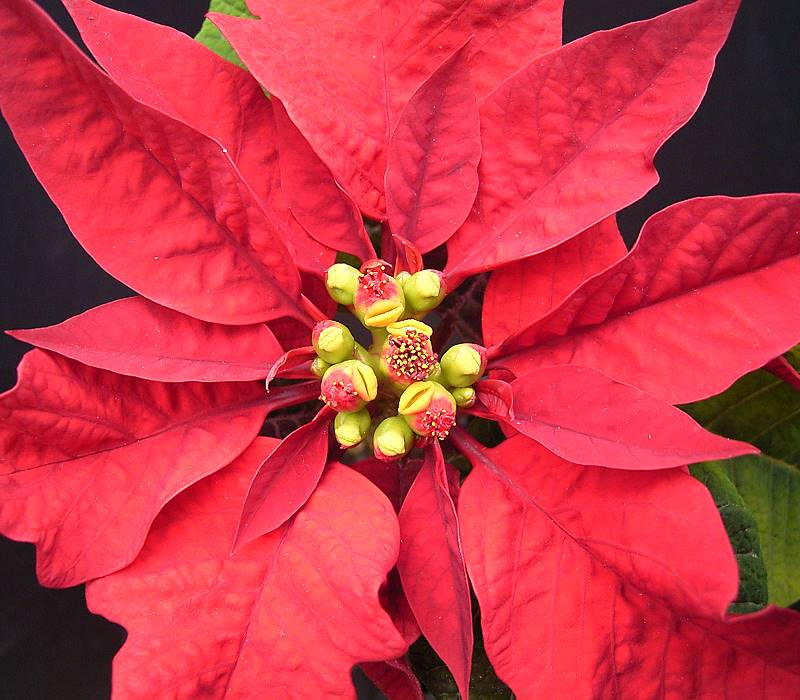
Eine Blume aus vielen Blüten beim Weihnachtsstern. Auffällig gefärbt sind nicht die Blüten, sondern die Hochblätter
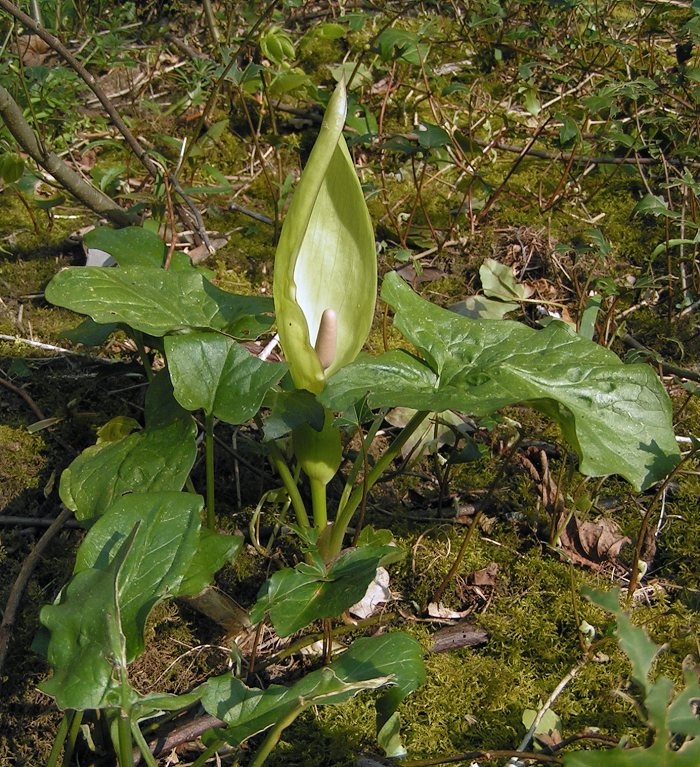
Eine Blume aus vielen Blüten beim gefleckten Aronstab. Ein Hochblatt bildet die Kesselfalle.

## Blumentypen
Nach der Gestalt der Blumen werden verschiedene Blumentypen unterschieden. Der Blumentyp steht dabei in enger Verbindung zum jeweiligen Bestäuber:
- Scheiben- und Schalenblumen sind flach, der Zugang zur Blumenmitte ist nicht eingeschränkt. Sie werden vorwiegend von pollenfressenden Käfern besucht. Ein Beispiel ist der Klatschmohn.
- Die Becher- oder Glockenblumen sind zunehmend verengt und bilden einen Trichter oder Becher. Beispiel sind Krokusse.
- Röhrenblumen besitzen eine meist längere, eher schmale Kronröhre, oder einen längeren und schmaleren, röhrigen, Trichter als die Becher- oder Glockenblumen. Sie sind nicht zu verwechseln mit den Röhrenblüten der Korbblütler.
- Stieltellerblumen besitzen eine schmale oft lange Röhre, an der die flach, scheibenartig ausgebreiteten Kronlappen sitzen, Beispiele sind die Nelken.
- Bei den Spornblumen ist der Nektar in einem Sporn versteckt, Beispiel ist das Veilchen.
- Bei der Revolverblume gibt es mehrere Zugänge, Kammern zum Nektar, Beispiele sind Gentiana acaulis oder die Stechäpfel (Datura) bzw. Brugmansia
- Bei Rachenblumen kriechen die Bestäuber durch einen relativ großen, weiten Blütenschlund tief in die Blüte hinein.
- Bei Lippenblumen ist die Blüte deutlich zweigeteilt, wobei die Unterlippe als Landefläche für die Bestäuber dient. Beispiel sind die der Lippenblütler und  Lippenblütlerartigen. Wenn die große Unterlippe der Blüte über die Oberlippe gestülpt und dadurch der Schlund verschlossen ist, spricht man von einer
  - Maskenblume (oft auch Rachenblume): der Verschluss (die Maske) muss durch das Gewicht des Bestäubers geöffnet werden, indem er auf der großen Unterlippe landet und diese niederdrückt.  Beispiele sind  Echtes Leinkraut und Großes Löwenmaul.
- Bürsten- und Pinselblumen besitzen zahlreiche Staubblätter, die bürsten- oder pinselförmig aus der Blüte gestreckt werden. Beispiele sind die Blütenstände der Akazien und Weiden.
- Fallenblumen schließen die Bestäubenden zeitweilig ein. Untertypen sind Klemmfallen (Asclepias) und Gleitfallen (Arum).
- Bei Fahnenblumen ist die adaxiale Seite der Blütenhülle auffällig, stark vergrößert, eine Fahne. Ein Beispiel ist die Schmetterlingsblüte.
- Spezielle Formen
  - Scheinblumen (Pseudanthium)
    - Bei den Körbchen-, Köpfchenblumen sind mehrere Einzelblüten in einem rundlichen oder scheibenförmigen Blütenstand so dicht zusammengefasst, dass der Blütenkorb optisch wie eine Einzelblüte wirkt.
    - Bei den Kolbenblumen sitzen die kleinen Einzelblüten einer dicken, fleischigen, keulenförmigen Achse auf, so dass eine kolbenartige Infloreszenz entsteht.[7]

  - Die Schirmblumen (Doldenblüten) tragen den Namen aufgrund ihrer Ähnlichkeit mit einem Regenschirm.[8]
  - Pollenblumen besitzen Blüten, die ausschließlich oder vorwiegend Pollen als Nahrung für Blütenbesucher anbieten. Sie besitzen viele Staubbeutel, die reichlich Pollen produzieren; dieser ist dann meist leicht zugänglich.
  - Nektarblumen; Pflanzen, die für die bestäubenden Tiere in den Honigdrüsen ihrer Blüten Nektar ausscheiden.
  - Täuschblumen sind Blüten, die den Besuchern (Bestäubern) etwas vortäuschen, was diese zum Besuch verlockt, in Wirklichkeit aber gar nicht vorhanden ist, indem sie entweder deren Futtersuch-, Eiablage- oder sexuelles Verhalten ausnutzen.
  - Ölblumen sind Blüten, welche aus speziellen Geweben (Elaiophoren) fette Öle statt Nektar sezernieren. Die Öle (Blütenöle) werden von spezifischen Bienen (Ölbienen) gesammelt.
  - Parfümblumen (hauptsächlich Orchideen-Arten) sind völlig nektarfrei, es sind Blüten, welche nur flüssige Duftstoffe bzw. Duftöle spenden.[9]
  - Ekel- oder Aasblumen, deren Blüten Aasgeruch ausströmen, um Aasfliegen zur Bestäubung der Blüte anzulocken. Möglich sind weitere Formen, die Gerüche von angegriffenen, gefangenen oder toten Insekten produzieren.
  - Weitere sind Wespen-, Fliegen-, Schmetterlings-, Vogelblumen und z. B. Käfer-, Schneckenblumen oder Reptilienblumen, die spezifisch an den Bestäuber angepasst sind. → Entomophilie, Zoophilie (Botanik)

Entsprechend der Anpassung an die Bestäuber bilden die Blumen Merkmalssyndrome, die als Blumenstile bezeichnet werden. Sie werden unter den einzelnen Bestäubungsformen näher besprochen. Beispiele sind Vogelblumen, Bienenblumen.

## Größe
Die größte Blume der Erde wird von der Titanenwurz (Amorphophallus titanum) gebildet und wird über zwei Meter hoch, die größte Blüte der Erde (Rafflesia arnoldii) wird dagegen von einer Pflanzenart der Familie der Rafflesiengewächse gebildet und wird etwa einen Meter breit.

## Übertragenes
- Bei der Blumensprache werden in einem Strauß Blumen so nach Farbe und Form arrangiert, dass eine Botschaft enthalten ist.
- Durch die Blume gesagt bezeichnet eine Form der Verhüllung einer negativen Aussage durch beschönigende Wortwahl.
- Die Kunstblume ist ein aus synthetischem oder natürlichen Material gefertigtes Schmuckelement, das als Gesteck geformt länger haltbar ist als ein Blumenstrauß.
- Die Bierblume ist eine Blume im übertragenen Sinn, wobei der obere cremig-weiße Anschluss über dem gelben Getränk mit der schönen (botanischen) Form verglichen wird.